# Daniel Enríquez
Daniel Henríquez (Uruguay, 20 de mayo de 1958) es un exfutbolista uruguayo. Durante su época de jugador, fue campeón del mundo con el Club Nacional de Football. Actualmente es Gerente Deportivo del Club Atlético Cerro de Uruguay.

## Trayectoria como futbolista
Ingresó a Nacional en 1973, donde jugó en todas sus divisionales formativas. Fue campeón sudamericano a nivel juvenil con la Selección uruguaya en 1977. Ya en el fútbol de primera división, fue campeón de la Copa Libertadores 1980 y de la Copa Intercontinental de ese año defendiendo a Nacional. Jugó, además, en Toros Neza de México y Cúcuta Deportivo de Colombia.

### Clubes
| Club             | País     | Año       |
| ---------------- | -------- | --------- |
| Nacional         | Uruguay  | 1979-1981 |
| Cúcuta Deportivo | Colombia | 1983      |
| Peñarol          | Uruguay  | 1984      |
| Toros Neza       | México   | 1985-1986 |
| Puebla           | México   | 1986      |

### Palmarés

#### Campeonatos nacionales
| Título              | Club     | País    | Año  |
| ------------------- | -------- | ------- | ---- |
| Campeonato Uruguayo | Nacional | Uruguay | 1980 |

### Copas internacionales
| Título                | Club     | País    | Año  |
| --------------------- | -------- | ------- | ---- |
| Copa Libertadores     | Nacional | Uruguay | 1980 |
| Copa Intercontinental | Nacional | Uruguay | 1980 |

## Trayectoria como entrenador
Se inició como entrenador en el Puebla, club donde abandonó la práctica como futbolista. Hasta regresar a su país en 1991, fue entrenador de distintos equipos mexicanos. En Uruguay fue el director técnico de Nacional Universitario, equipo universitario que representa a Nacional en la Liga Universitaria de ese país. Dirigió al primer equipo del Colón Fútbol Club, y a partir de 1994 es parte del cuerpo directivo del Club Nacional de Football, excepto por un par de años en los que dirigió algún club japonés.
En Nacional ha sido primero entrenador de equipos juveniles; luego, el coordinador de las divisiones juveniles. Después fue coordinador deportivo del club, y desde 2006 hasta 2013 fue gerente deportivo. En 2007 dirigió en un partido al equipo mayor de Nacional como director técnico interino entre la gestión de Daniel Carreño y la de Gerardo Pelusso (derrota 1:0 frente a Rampla Juniors).

### Clubes
| Club                | País     | Empleo                  | Año       |
| ------------------- | -------- | ----------------------- | --------- |
| Puebla              | México   | Preparador              | 1986-1988 |
| Tigres              | México   | Preparador              | 1988-1989 |
| Tampico Madero      | México   | Preparador              | 1990-1991 |
| Colón               | Uruguay  | Director técnico        | 1991      |
| Nacional            | Uruguay  | Director técnico sub-20 | 1994-1996 |
| Consadole Sapporo   | Japón    | Preparador              | 1997-1998 |
| Nacional            | Uruguay  | Director técnico sub-20 | 1999-2000 |
| Nacional            | Uruguay  | Coordinador juveniles   | 2001-2003 |
| Nacional            | Uruguay  | Coordinador deportivo   | 2004-2005 |
| Nacional            | Uruguay  | Gerente deportivo       | 2006-2013 |
| Club Cerro Porteño  | Paraguay | Gerente deportivo       | 2017      |
| Club Atlético Cerro | Uruguay  | Gerente deportivo       | 2021-?    |

## Como escritor
Habiendo abandonado la gerencia deportiva de Nacional el año anterior, en 2014 debuta como escritor con su libro Back izquierdo.